# Rinf
I Rinf sono un gruppo musicale italiano post punk dalle forti influenze no wave ed EBM, nato tra Prato e Firenze nei primissimi anni '80.

## Storia del gruppo
L'idea di formare i Rinf nacque dall'incontro degli ex compagni di scuola Michele Santini e Roberto Toccafondi, dopo un concerto dei Gaznevada al Banana Moon di Firenze del 1979. Solo nel 1981 però i due riescono a concretizzare il progetto e grazie al supporto di Michele Vanni e Fabrizio Lucarini compongono i primi brani, spesso dal tono demenziale e fortemente influenzati dagli Skiantos. Tra i primi concerti, ebbe un ruolo rilevante il concerto al Brighton di Settignano, che li vide condividere il palco con dei giovanissimi Litfiba e Diaframma. Fu in quei primi anni che il loro suono prese sempre più una forma personale, spesso mescolando fiati dalle tonalità no wave a ritmiche elettroniche di ispirazione tedesca, con risultati molto distanti dalle tonalità dark-wave allora imperanti in città. 
Essendo Michele Santini di madrelingua tedesca, fu spontaneo scegliere questa lingua per la composizione delle liriche.
Al gruppo si unì anche un autodidatta saxofonista, Francesco Catanea, che con i suoi suoni duri e crudi impartì al sound new wave un profilo più post punk.
Il 1983 vide la prima pubblicazione discografica dei Rinf, un EP omonimo edito dalla Urgent Label, e di seguito la partecipazione alla compilation Body Section, curata da Claudio Sorge per Rockerilla ed uscita per l'etichetta Electric Eye.
Negli anni successivi i Rinf firmarono per la Industrie Discografiche Lacerba, scegliendo, per i successivi lavori, la produzione artistica di Adrian Sherwood. Uscirono così gli EP Bang Bang nel 1987 e Rubber on Rider nel 1988.
Dopo il 1988 la band si scisse. Santini e Neri formarono i Volume Sick assieme al chitarrista Simone Beccaluva.

## Discografia

### Album
- 2008 - Chaosjugend Strasse (CD, Spittle Records)
- 2011 - Volksprodukte (LP, Goodfellas)

### EP e Singoli
- 1983 - Rinf (EP, Urgent Label)
- 1987 - Bang Bang (Original Motion Picture Soundtrack) (12", Industrie Discografiche Lacerba)
- 1988 - Rubber on Rider (12", Industrie Discografiche Lacerba)

### Split album
- 1984 - Free 1984 Sect. One - con i Die Form ed i Portion Control (7", Industrie Discografiche Lacerba)
- 2011 - Silence Over Florence 1982-1984 - con i Pankow, i Polyactive, ed i Karnak (4xCD + box, Spittle Records)

### Partecipazioni a compilation
- 1983 - Body Section - con il brano Danke Mamy (LP, Electric Eye)
- 1984 - Nouances - con il brano Tropical Nacht / Spass Muss Sein (Cassetta, autoproduzione)
- 1984 - The Extinction - con i brani Blaue Sarbe e Danke Mamy (Cassetta, autoproduzione)
- 1989 - 21st Century Quakemakers - con il brano Rubber On Rider (Bone Version) (LP, BBAT)
- 1993 - Firenze Sogna! (Itinerari Musicali 1976/1983) - con il brano Was Besonders (CD, Materiali Sonori)
- 2009 - Circolo Della Vela Vol. 6 - 2007/2009 - con il brano Panic Trotter (CDr, Dischi Del Circolo)
- 2012 - New Wave Italiana 1980~1986 - con il brano Mexico (2xCD, Spittle Records)
- 2013 - Italia No! Contaminazioni No Wave Italiane (1980 - 1985) - con il brano Was Besonders (Lp+CD, Spittle Records)
- 2014 - At The End Of Modernity? - con il brano Bang Reaction (LP, Industrie Discografiche Lacerba)
- 2016 - Der Westen Ist Am Ende - compilation dei brani presenti negli EP Bang Bang e Rubber On Rider (LP, Industrie Discografiche Lacerba)